# Irène Mannheimer
Irène Henrietta Mannheimer, under en tid Häusler, född 6 juli 1931 i S:t Matteus församling i Stockholm, död 1 mars 2023 i Stockholm, var en svensk pianist och pianopedagog med professors namn.

## Biografi
Mannheimer studerade piano för Annie Fischer samt för France Ellegaard, i solistklassen vid Kungliga Musikhögskolan i Stockholm 1947–1950 för Olof Wibergh, vid Conservatoire National Supérieur de Musique et de Danse de Paris 1950–1956 för Vlado Perlemuter samt i Salzburg för Géza Anda. Hon avlade pianopedagogexamen vid Kungliga Musikhögskolan 1963 och undervisade där till sin pensionering.
Irène Mannheimer debuterade med Haydns pianokonsert i D-dur i Stockholms Konserthus vid 13 års ålder och har konserterat i Sverige och utomlands sedan 1944 som solist och kammarmusiker. Hon var ordförande i Svenska pianopedagogförbundet 1968–1976.
Mannheimer var 1958–1974 gift med arkitekten Immanuel Häusler.

## Priser och utmärkelser
- 1985 – Professors namn
- 1988 – Litteris et Artibus
- 1995 – Ledamot nr 899 av Kungliga Musikaliska Akademien [3]
- 2011 – Medaljen för tonkonstens främjande, Musikaliska Akademiens främsta utmärkelse

## Diskografi
- Klavertramp ’85, 1986
- Wilhelm Stenhammar: Pianokonsert nr 1; Sensommarnätter; med Göteborgs symfoniorkester, dirigent Charles Dutoit, 1989
- The Romantic Orchestrial Music of Ruben Liljefors: Pianokonsert f-moll, op 5, med  Gävle Symfoniorkester, dirigent Mats Liljefors, 1995
- Otto Olsson: Introduktion och scherzo för piano och orkester; solo pianomusik; med Kungliga Filharmoniska Orkestern, dirigent Gunnar Staern, 1997
- Fredrik Samuel Silverstolpe: "Musik Av",